# Tiste
Tiste ist eine Gemeinde in der Samtgemeinde Sittensen im Landkreis Rotenburg (Wümme) in Niedersachsen.

## Gemeindegliederung
Neben dem Hauptort Tiste gehört seit 1928 der frühere Gutsbezirk Burgsittensen zur Gemeinde.

## Politik

### Gemeinderat
Der Rat der Gemeinde Tiste setzt sich aus neun Mitgliedern zusammen. Die Ratsmitglieder werden durch eine Kommunalwahl für jeweils fünf Jahre gewählt.
Seit 2011 sieht die Sitzverteilung wie folgt aus:
- WG-Tiste – 9 Sitze

Stand: Kommunalwahl  September 2021 

### Wappen
In Rot vor einer aus silbernem Schildfuß wachsenden silbernen Eiche ein blaugekleideter, sich auf ein silbernes Schwert stützender Hundertschaftsrichter, der in der erhobenen Rechten einen goldenen Stab hält.

### Bodendenkmale

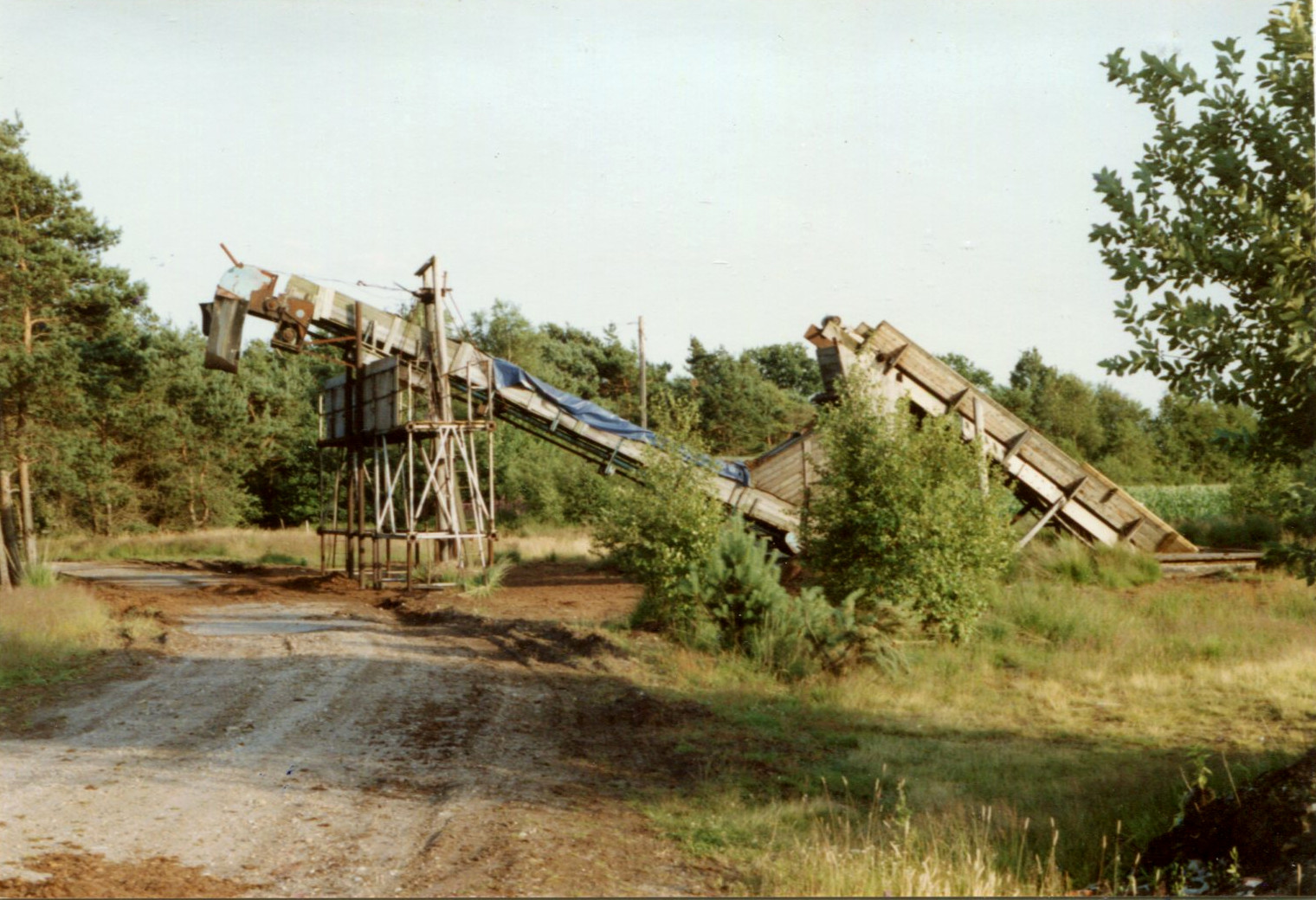
Die Torfverladestation im Sommer 1990

## Kultur und Sehenswürdigkeiten

### Moorbahn
In Tiste gibt es die historische Moorbahn Burgsittensen in Tister Bauernmoor, die früher für den Transport des abgebauten Torfs genutzt wurde. Heute besteht die Möglichkeit Besucherfahrten in das Naturschutzgebiet zu machen.

## Sport
Der TuS Tiste von 1923 e. V. bietet unter anderem Fußball, Tischtennis und eine große Turnabteilung an.
Der Verein zählt über 450 Mitglieder.

## Verkehr
Tiste liegt an der Bahnstrecke Wilstedt–Zeven–Sittensen–Tostedt, die im Güterverkehr betrieben wird.

## Ansässige Unternehmen
- Rasthof Ostetal
- Wienerberger Ziegel
- SPANESS – business meets paradise